# Слободська Тетяна Максимівна
Слободська Тетяна Максимівна (22 липня 1954 — 31 травня 2013 (?)) — радянська, українська актриса. Заслужена артистка України (2007)
Народ. 22 липня 1954 р. у с Баранівка Челябінської обл. (РРФСР). Закінчила середнє музичне училище.
Актриса Київського театру-студії кіноактора при кіностудії ім О. Довженка.
Член Національної Спілки кінематографістів України.
Знялась у фільмах:
- «Яблуко на долоні» (1981, Люба)
- «Усмішки Нечіпорівки» (1982)
- «Третій у п'ятому ряду» (1984)
- «Тепло студеної землі» (1984)
- «Ми звинувачуємо» (1985)
- «Штормове попередження»
- «Нові пригоди янкі при дворі короля Артура» (1988)
- «Етюди про Врубеля» (1989)
- «Війна на західному напрямку» (1990)
- «Голод-33»
- «Бухта смерті» (1991)
- «По-модньому»
- «Ну ти й відьма...» (1992)
- «Місяцева зозулька» (1993)
- «Викуп» (1994)
- «Бабин Яр» (2002)
- «Повернення Мухтара-3» (2006)
- «Повернення Мухтара-5» (2007) та ін.